# 陸遠
陸遠（1440年—？），字德毅，浙江嘉興府秀水縣人，民籍，明朝政治人物。進士出身。

## 生平
早年出身國子生，成化元年（1465年）舉乙酉科浙江鄉試第三名。成化十一年（1475年）乙未科會試第二百十四名，殿試登進士第二甲第五十九名。

## 家族
曾祖父陸用和。祖父陸餘慶。父亲陸明善，贈兵部主事。